# S.W.O.R.D.
S.W.O.R.D. (afkorting van: Sentient World Observation and Response Department) is een fictief agentschap voor terrorismebestrijding en inlichtingendiensten dat voorkomt in stripboeken, uitgegeven door Marvel Comics. 
De organisatie houdt zich bezig met buitenaardse bedreigingen en is een tegenhanger van S.H.I.E.L.D. Ze heeft haar basis in de ruimte.

## Publicatiegeschiedenis
S.W.O.R.D. werd voor het eerst geïntroduceerd in Astonishing X-Men vol. 3 #6 en werd gecreëerd door Joss Whedon en John Cassaday.

## Biografie van de organisatie
S.W.O.R.D. was oorspronkelijk een zusterorganisatie van S.H.I.E.L.D., maar sinds Nick Fury stopte als directeur van S.H.I.E.L.D. is de band met de organisatie gespannen. 
Het hoofd van S.W.O.R.D. is Special Agent Abigail Brand. Haar hoofdkwartier is aan boord van het ruimtestation: The Peak.

## Andere media

### Marvel Cinematic Universe
In een later verwijderde post-credits scene van de film Thor zou S.W.O.R.D. zijn voorgekomen. Maar doordat op dat moment 20th Century Fox de rechten bezat van 2 prominete S.W.O.R.D. karakters werd er besloten de scene te verwijderen.
De makers van de serie Agents of S.H.I.E.L.D. wilde de organisatie gebruiken in de serie maar kregen hiervoor geen toestemming van Marvel Studios.
Sinds 2021 verschijnt S.W.O.R.D. in het Marvel Cinematic Universe. S.W.O.R.D. komt ook voor in de serie WandaVision, in de serie staat de afkorting voor: Sentient Weapon Observation Response Division en wordt de organisatie geleid door Tyler Hayward na het overlijden van Maria Rambeau die de organisatie had gecreëerd. In de serie onderzoeken ze de gebeurtenissen in de stad Westview nadat de stad was overgenomen door Wanda Maximoff. S.W.O.R.D. verschijnt in de volgende film en televisieserie: 
- WandaVision (2021) (Disney+)
- The Marvels (2023)

### Televisie
- S.W.O.R.D. komt voor in de tekenfilmserie The Avengers: Earth's Mightiest Heroes animatieserie.[5] De organisatie werd geïntroduceerd in de aflevering Welcome to the Kree Empire waarin het opereert vanuit het shop: The Damocles.  Tevens komt de organisatie voor in de aflevering Secret Invasion.

### Videogames
- Een variant van S.W.O.R.D. komt voor in het videospel: Marvel Super Hero Squad uit 2009. Deze versie van S.W.O.R.D. is een kwaadaardige versie van S.H.I.E.L.D.
- S.W.O.R.D. komt voor in het Facebook-spel: 'Marvel Avengers Alliance Tactics.